# La Cavalerie
La Cavalerie is een gemeente in het Franse departement Aveyron (regio Occitanie). . De plaats maakt deel uit van het arrondissement Millau. La Cavalerie telde op 1 januari 2022 2.208 inwoners.

## Geografie
De oppervlakte van La Cavalerie bedroeg op 1 januari 2022 40,56 vierkante kilometer; de bevolkingsdichtheid was toen 54,4 inwoners per km².
De onderstaande kaart toont de ligging van La Cavalerie met de belangrijkste infrastructuur en aangrenzende gemeenten.

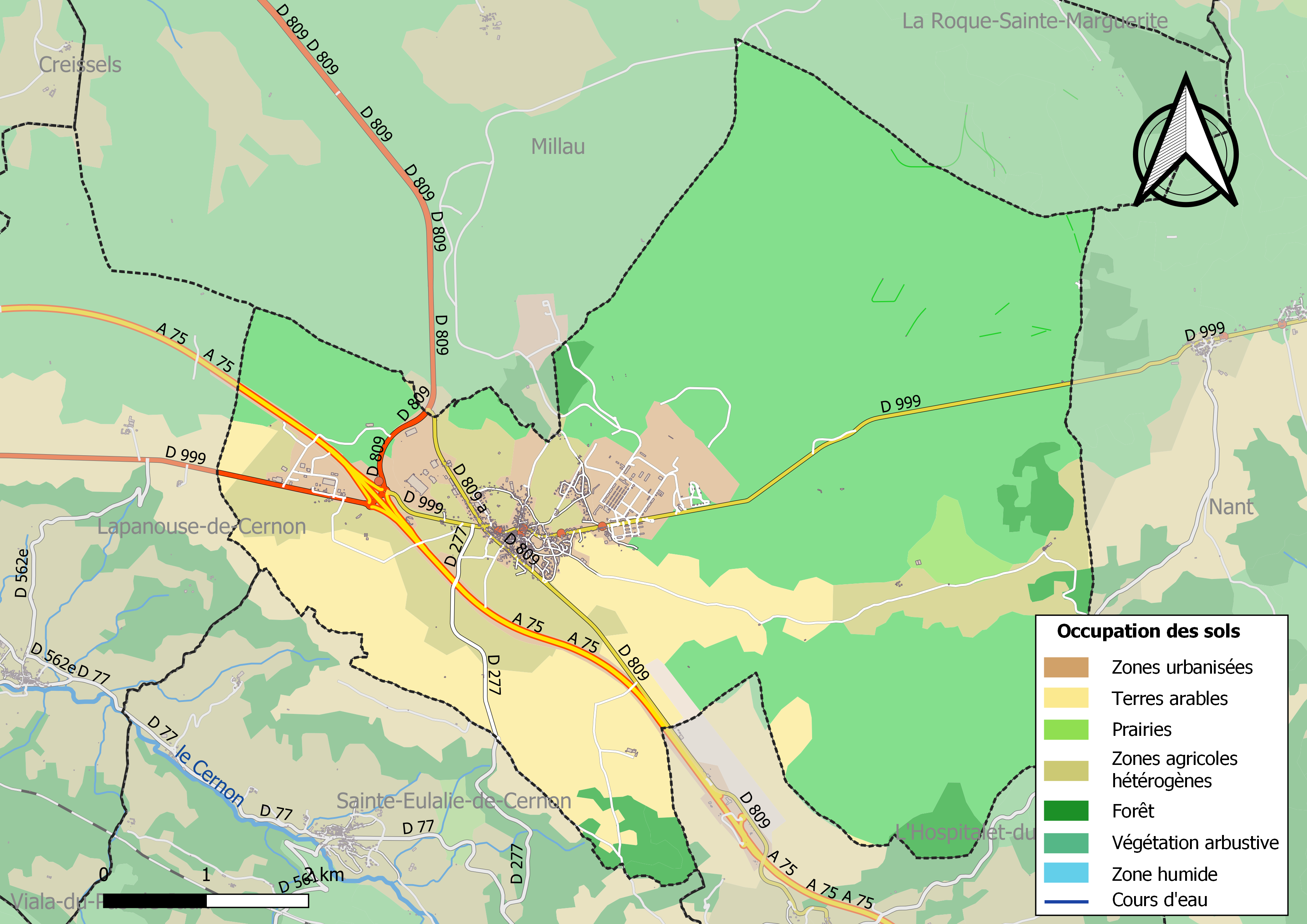

## Demografie
Onderstaande figuur toont het verloop van het inwonertal (bron: INSEE-tellingen).

Vanwege een beveiligingsprobleem met de MediaWiki Graph-software is het momenteel niet mogelijk deze grafiek weer te geven. Zodra de software is bijgewerkt zal de grafiek vanzelf weer zichtbaar worden.